# Bolków (West-Pommeren)
Bolków is een dorp in de Poolse woiwodschap West-Pommeren. De plaats maakt deel uit van de gemeente Dobra (powiat Policki).